# Жак Картьє
Жак Картьє́ (фр. Jacques Cartier; 31 грудня 1491 — 1 вересня 1557) — французький мореплавець (за походженням бретонець), перший європеєць, що піднявся річкою Св. Лаврентія в 1534 році. Картьє відкрив острови Мадлен і Сен-Жан (нині — острів Принца Едварда) і проплив річкою Св. Лаврентія до майбутніх Квебеку і Монреаля, проте не зумів знайти Північно-Західний прохід (у Тихий океан), котрого шукав, як і багато інших мореплавців.
Саме Жаку Картьє світ зобов'язаний появою назви Канада. Під час висадки на острів Монреаль, Картьє відвідав ірокезьке село Ошлага (фр. Hochelaga). Ірокезькою мовою слово «каната» означає «село». Картьє помилково вирішив, що так індіанці називають свою країну.

## Дитинство й становлення мореплавця
Бретонець Жак Картьє народився в 1491 року у Франції в приморському містечку Сен-Мало герцогства Бретань, знаному тоді своїм великим портом. За подальшими скупими даними вважається, що він був сином Жаме Картьє і мав 3 брата та 2 сестри, а народився в період з 7 червня по 23 грудня.
Відомо, що він проходив навчання в школі навігаторів у Дьєпі. Закінчивши з відзнакою школу, Жак подався на державну службу. Знаючи португальську мову і працюючи перекладачем він працював як на суші, так і брав участь у морських експедиціях. Ймовірно, що в ті ж роки він почав займатися каперством, звичний у ті часи засіб заробляння і становлення молодиків-дворян та моряків, яких підтримували вельможі Франції та Англії, в своїй боротьбі із гегемонією католицьких Іспанії та Португалії на просторах світового океану, й Атлантики зокрема.
Добившись певного впливу серед бретонців та наживши статків Жак Картьє ще більше укріпив своє становище в суспільстві, коли в 29 років уклав шлюб з Катериною де Гранше, дочкою конетабля Сен-Мало. Катріна стала його супутником на все життя, навіть подорожувала з ним і померла в 1577 році. Дітей подружжя не мало, але виховувало його племінника Жака Ноеля як сина, і він супроводжував Картьє в його експедиціях
Архіви містечка Сент-Мало зберегли дані про те, що його досить часто запрошували на хрещення як хрещеного батька і в суд як свідка або суддю. Це пояснюється ще й тим, що він мав досить серйозні знання в юриспруденції. У його бібліотеці були книги про закони Бретані й не тільки: дослідники віднайшли видану ним у 1518 році книгу «Les loables Coustumes du pays & Duche de Bretaigne» (Країна і князівство Бретань, в якому були правові норми бретонців і звичаї моря). Про подальшу кар'єру Жака до 1530 років збереглося мало даних, але, очевидно, якщо він дослужився до звання капітана, то повинен був мати чимало заслуг і успіхів у мореплавстві, навігації та управлінні.

## Подорожі
Історія першовідкриттів та Нового Світу пов'язана із численними морськими мандрівками і, як наслідок, відкриття нових територій та їх приналежностей. Усе XV століття гегемоном на просторі Атлантики вважалася Португальська корона, лише з розголосом Колумбових мандрів їй рівня стали вже й Іспанські королі. У цих експедиціях, доволі часто, мореплавці до своїх лав наймали різномастих моряків, авантюристів, які наважувалися плисти з ними в невідоме — сподіваючись на славу та майбутні багатства (шляхом грабунку аборигенів). Відтак чимало морського люду (і з інших частин Європи) із прибережних портів спробували себе першовідкривачами, а поготів намагалися уже самотужки організовувати свої мандрівки, заручившись підтримкою місцевих вельмож.
Невдоволені іспано-португальською гегемонією на морях (за підтримки папських указів — які таким чином санкціювали «навернення іновірців до божого слова»), французькі, англійські королі та вельможі намагалися й собі урвати кусок пирога, тобто нових територій. Уже з перших десятиліть XVI століття Тордесільяський договір почав порушуватися, вони чимраз частіше залучали до своїх помислів морських піратів, рибалок та торговців — намагаючись хоч завдяки їм застовпити собі якійсь територіальні претензії. В одних випадках це були невдачі, в інших виникли справжні історичні курйози, а потім це вже набуло масового характеру (спершу почалася ера піратства, а потім і цілі колоніальні військові компанії). Декотрим таким мореплавцям судилося стати знаковими персонами того часу і залишити по собі пам'ять на віки.

### Передісторія
Наприкінці 1533 року французькому королю Франциску І й єпископу Левенеру таки вдалося дотиснути римського папу, який вніс поправку до папської булли, виданої його попередником Олександром VI. З того часу монополія Іспанії та Португалії на землі Нового Світу була офіційно втраченою, за ними закріпили лише землі попередньо відкриті, а решту невідомих земель ті положення не поширювалися. Відтак для багатьох королівських домів та вельмож Старого Світу відкрилися нові шляхи збагачення і примноження своїх територій.
Опісля таких успішних перемовин, королівський двір пригадав, що роком раніше, в 1532-у, король Франциск I під час паломницької поїздки в абатство Монт-Сент-Мішель, розташоване на одному з островів в Південній Нормандії, мав зустріч з одним бретонцем-мандрівником. Місцевий абат Жан Левенер представив французькому двору «майстра морських справ» з сусіднього містечка Сен-Мало на ім'я Жак Картьє, який, за словами абата, управляв кораблями і «відкривав невідомі землі в Новому Світі». Єпископ Левенер, перейнявшись розповідями про багатства нових земель та чисельністю тубільців, загорівся ідеєю підкорення тих країв та пастви для церкви — він був рушієм перемовин між папою римським та королем. Отримавши папське покровительство, король одразу ж дав згоду Картьє на спорядження експедиції, нагородивши його титулом «капітана і керманича короля».

### Подорож перша, 1534 рік
1534 року, коли герцогство Бретань формально об'єдналося із Францією Едиктом про унію, Картьє, шанований у Бретані моряк, зустрівся з королем Франциском I. На той час французький король уже запрошував, хоча ще формально не споряджав, флорентійського мореплавця Джованні да Верраццано дослідити східне узбережжя Північної Америки. Вважають, що Жак Картьє супроводжував Варраццано в його експедиціях 1524 року, які дослідили узбережжя від Південної Кароліни до Нової Шотландії, а також низку островів, зокрема Ньюфаундленд. Картьє, можливо, плавав із Варраццано також у Бразилію. Ці подорожі послужили для Картьє рекомендацією.

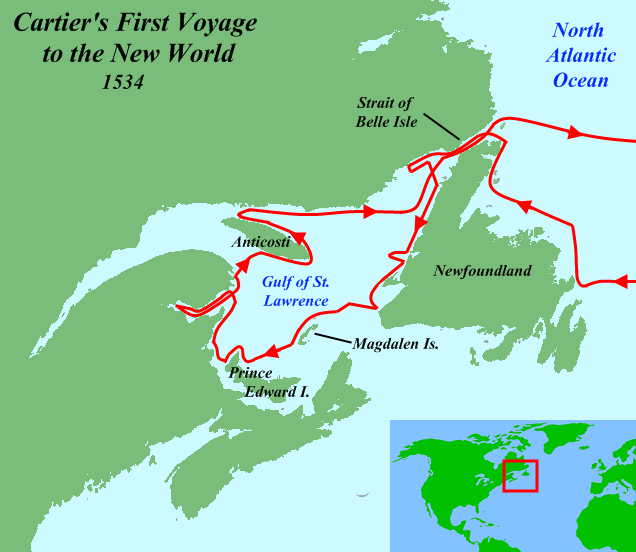
Маршрут першої подорожі Картьє.

1534 року Картьє, отримавши завдання від короля, виплив у море, сподіваючись знайти Північно-західний прохід до багатих ринків Азії. У королівському наказі Картьє доручалося «відкрити острови й землі, де, за словами, можна знайти багато золота та інших дорогоцінних речей». Подорож через океан зайняла двадцять днів. 10 травня 1534 Картьє почав досліджувати Ньюфаундленд, території, які зараз належать канадським атлантичним провінціям та затоку св. Лаврентія.
Під час однієї із зупинок на острові Птахів із островів Мадлен, що зараз оголошений пташиним заповідником, його команда убила понад 1000 птахів, здебільшого тепер вимерлих великих гагарок.
Із тубільним населенням Картьє вперше зустрівся на північному березі затоки Шалер. Найімовірніше вони належали до племені мікмаків. Перші дві зустріч була короткими й супроводжувалися обміном товарами. Третя зустріч відбувалася на березі затоки Гаспе, цього разу з ірокезами. 24 липня 1534 року Картьє встановив на березі затоки Гаспе десятиметровий хрест зі словами «Хай живе король Франції» й оголосив територію власністю короля. Індіанці зрозуміли значення цієї події — і внаслідок ворожих дій французи полонили двох синів місцевого вождя. Врешті-решт тубільний вождь погодився дозволити французам взяти територію за умови, що вони повернуться з європейськими товарами. Картьє повернувся у Францію, переконаний у тому, що досяг узбережжя Азії.

### Подорож друга, 1535—1536 роки

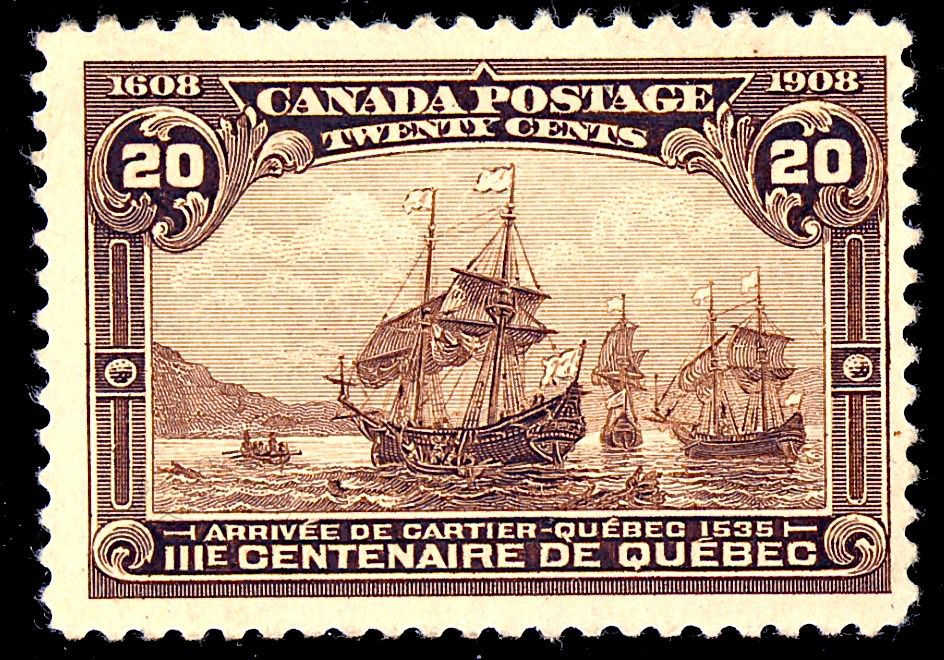
Канадська поштова марка 1908 року, випущена на честь експедиції Картьє.

У свою другу подорож до берегів Америки Картьє відплив 19 травня наступного, 1535 року, з трьома кораблями, 110 моряками й двома тубільцями. Добравшись до річки св. Лаврентія, вони вперше попливли вгору проти течії й добралися до столичного поселення ірокезів Стадакона, вождем у якому був Доннакона.
Картьє залишив більші кораблі в бухті неподалік Стадакони, а найменшим поплив далі вгору, дійшовши до селища Ошелага, яке лежало на місці сучасного Монреаля. Ошелага вразила мандрівників більше, ніж невеличка й непоказна Стадакона: зустрічати європейців вийшло понад тисячу ірокезів. Місце висадки зараз із упевненістю ідентифіковане як початок Сен-Марі-Со, там, де тепер стоїть міст Картьє. Далі експедиція пройти не могла, оскільки річку перегороджували пороги. Картьє був настільки впевнений, що ця річка є північно-західним проходом, і що шлях до Китаю перекривають тільки ці пороги, що пороги й містечко біля нього врешті-решт отримали назву Лашін від фр. La Chine — Китай.
Провівши в Ошелазі два дні, Картьє повернувся до Стадакони 11 жовтня. Невідомо, коли саме він вирішив залишитися там на зиму, але плисти назад у Францію було пізно. Французи укріпили форт, наносили дров і насолили дичини й риби.

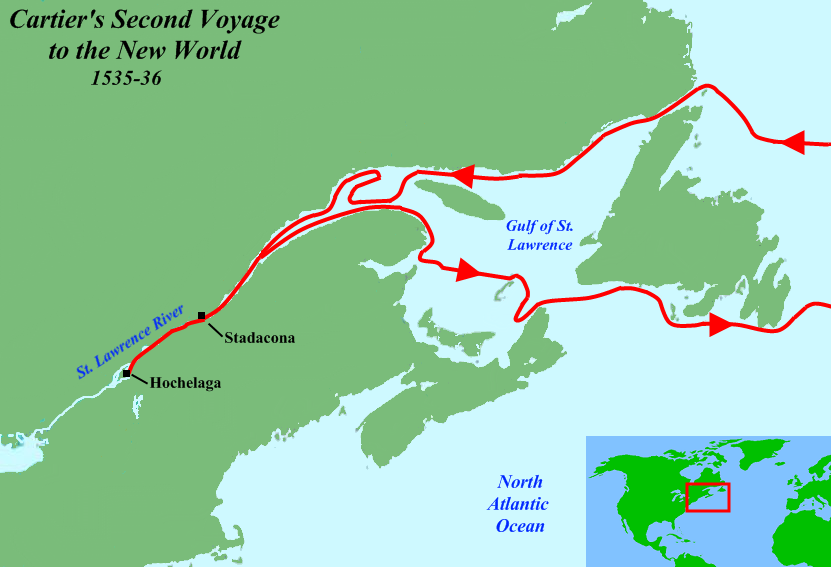
Маршрут другої експедиції Картьє

На період з середини листопада до середини квітня французькі кораблі були скуті кригою. Крига була товста, понад фатом, снігу насипало понад 4 фути. Крім того, розпочалася цинга, спочатку серед ірокезів, потім і серед французів. За оцінками Картьє померло приблизно 50 індіанців.
Картьє записав у журналі, що до середини лютого «із 110 чоловіків, скільки нас було, не більше десяти почувалися достатньо добре, щоб допомагати іншим, жалюгідне видовище». 25 із моряків померло, перш ніж французи довідалися від індіанців, що може допомогти прокип'ячена кора білої ялиці. Французи милися індіанським засобом, менш ніж за тиждень використали ціле дерево, — і результати були настільки чудовими, що Картьє поголосив дивовижне відкриття божим даром і чудом.
Готуючись повертатись до Франції, Картьє вирішив привезти з собою вождя Доннакону, аби той міг особисто розповісти про країну, що лежить далі на північ, і яку називають королівством Сагеней, де, як кажуть, багато золота, рубінів та інших коштовностей. Після важкої тритижневої подорожі вниз річкою св. Лаврентія та через Атлантичний океан, Картьє прибув у Сен-Мало 15 липня 1536 року, чим і завершилася 14-місячна друга експедиція.

### Подорож третя, 1541—1542 роки
17 жовтня 1540 року французький король Франциск I звелів бретонському мореплавцю знову повернутися в Канаду, щоб надати ваги проекту колонізації, в якому Картьє була обіцяна чільна роль. Але 15 січня замість Картьє на посаду лейтенант-генерала Нової Франції був призначений Жан-Франсуа де Ла Рок де Роберваль, гугенот, придворний і друг короля. Роберваль повинен був очолювати експедицію, тоді як Картьє був тільки навігатором. Поки Роберваль чекав на артилерію й припаси, він дозволив Картьє вирушити в море самостійно, не чекаючи на інші кораблі.
23 травня 1541 року Картьє вирушив із Сен-Мало на п'яти кораблях. Цього разу думки про прохід до Далекого Сходу, були забуті. Тепер метою стало відшукати королівство Сагеней із його багатствами й заснувати постійну колонію на річці св. Лаврентія.
Кинувши якір біля Стадакони, Картьє знову зустрівся з ірокезами, але його збентежила «радість» індіанців та їхня чисельність, тож він вирішив не будувати поселення поблизу. Пройшовши ще кілька миль вгору річкою до місця, яке він запримітив раніше, він вирішив поселитися там, де тепер стоїть містечко Кап-Руж. Каторжників й колоністів висадили на берег, випустили худобу, що пережила тритижневу мандрівку морем, скопали землю під городи, посадили капусту, брукву й латук. Укріплене поселення назвали Шарльбур-Рояль. На скелі, що височіла над поселенням, побудували для захисту ще один форт.
Люди почали збирати те, що здавалося їм алмазами й золотом, але що, привезене у Францію, виявилося кварцом і піритом. Звідси у французів з'явилася приказка «фальшивий, як канадські діаманти». Два кораблі з цими багатствами відіслали додому 2 вересня.
Давши всім завдання, 7 жовтня Картьє вирушив розвідувати землю й шукати Сагеней на човнах. Він знову доплив до Ошелаги, але погана погода й пороги завадили йому пробратися далі, до річки Оттава. Коли Картьє повернувся до Шарльбур-Роялю, ситуація там була загрозлива. Ірокези більше не навідувалися з дружніми візитами й не торгували рибою й дичиною, а злобно бродили навколо. Записів про зимівлю 1541—1542 років не існує, й інформацію можна було зібрати тільки зі слів тих моряків, які повернулися у Францію. Індіанці, мабуть, вчинили на поселення напад і вбили близько 35 поселенців перш, ніж ті встигли відступити за укріплення. Хоча ліки від цинги вже були відомі, від розповідей складається загальне враження жалюгідного становища поселенців, і в Картьє наростало переконання в тому, що в нього немає достатньо людей ні для того, щоб захищатися, ні для того, щоб шукати королівство Сегеней.
Картьє вирушив у дорогу до Франції 1542 року, зустрівши Роберваля з кораблями біля узбережжя Ньюфаундленду приблизно тоді, коли Роберваль висадив на безлюдний острів свою родичку Маргариту де ла Рок. Незважаючи на наполягання Роберваля, щоб Картьє супроводжував його до Сагенею, Картьє під прикриттям ночі вислизнув і продовжив свій шлях до Франції. Він ще досі вважав, що його судно навантажене золотом й діамантами. У Францію мореплавець прибув у жовтні. Цим закінчилися його подорожі. Тимчасом, Роберваль узяв командування в Шарльбур-Роялі в свої руки, але в 1543 році поселення було закинуте, оскільки хвороби, погана погода й ворожість тубільців довели колоністів до відчаю.

## Останні роки життя
Решту життя Картьє провів у своєму помісті Лімуаую (Limoilou) неподалік Сен-Мало у Франції, часто допомагав, коли виникала потреба в перекладачі, тлумачити з португальської. Помер він у віці 1 вересня 1557 року, коли мав 65 або 66 років під час епідемії чуми (що є найімовірнішим) або епідемічного висипного тифу. Його поховали на території кафедрального собору св. Вінсента.
Його вірними супутниками наприкінці життя стала дружина Катрін (яка померла аж у квітні 1575 року) та його племінники Жак і Етьєн Ноелі (сини його молодшої сестри), які супроводжували Картьє в його експедиціях продовжили його справу і відраховували ренту дядькові від їх уже спільного пушного промислу на відкритих територіях (який король залишив як привілей їхньому родові на знак заслуг перед ним).
До речі, за життя Картьє та його однодумців так і не було засновано жодного постійного європейського поселення в Канаді, аж до 1608 року, коли Самюель де Шамплен заснував поселення на місці теперішнього міста Квебек.

## Флотилія мандрівника
- Вітрильник «Grande Hermine» — збудований у Франції в 1534 році і переданий особисто королем для Картьє в 1535 році; використовувався в двох мандрівках — 1535—1536 і 1541—1542 роках; його копія була відновлена в 1967 і приурочена до «Експо-67» в Монреалі; в 2001 році передана до Квебеку в Сент-Чарліз Рівер (Saint-Charles River)
- Вітрильник «Petite Hermine» — збудований у Франції; використовувався в мандрівці — 1535—1536 років; покинутий Картьє навесні 1536 року Сент-Чарліз Рівер, тому що занадто багато з його матросів загинули в Квебеку під час їх останньої зимівки;
- Вітрильник «Émérillon» — збудований у Франції; використовувався в двох мандрівках — 1535—1536 і 1541—1542 роках;
- Вітрильник «Georges (1541–1542)» — збудований у Франці; використовувався в мандрівці — 1541—1542 років;
- Вітрильник «Saint-Brieux» — збудований у Франці; використовувався в мандрівці — 1541—1542 років.

## Наслідки й історичний вплив Жака Картьє

### Щоденники експедицій

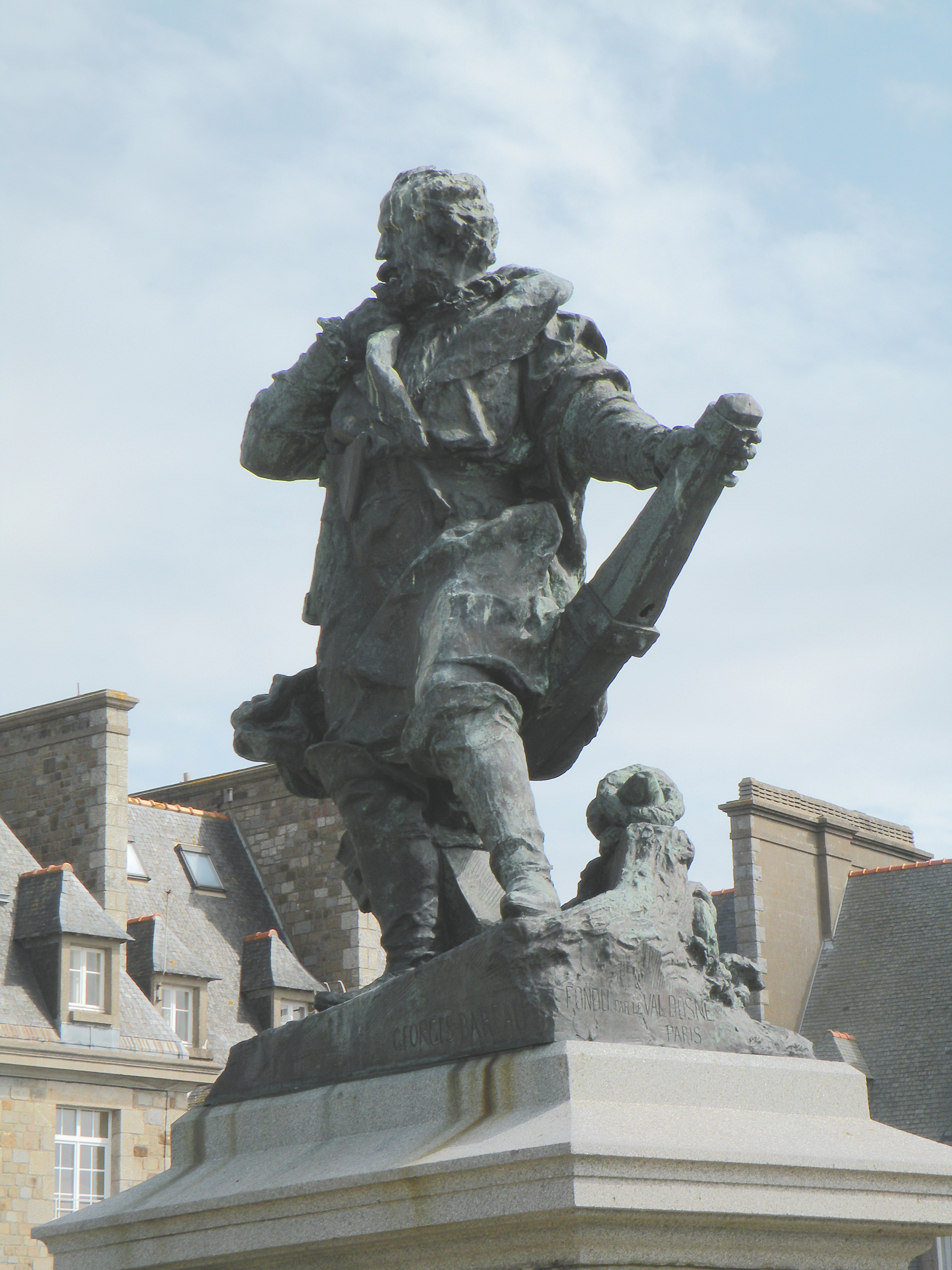
Пам'ятник Картьє в Сен-Мало

Щоденники першої експедиції були опубліковані 1565 року Рамузіо (Ramusio) італійською, 1580 року Флоріо англійською, 1598 року Рафаелем дю Петі-Валь (Raphaël du Petit-Val) французькою. Варіант французького манускрипту, відредагований Марком Лескарбо (Marc Lescarbot), зберігається в Національній бібліотеці Франції (експонат 841 колекції Моро), оригінал не зберігся. Манускрипт з Національної бібліотеки вивчався Квебекський літературним та історичним товариством 1843 року, Мішле (Michelant) та Раме (Ramé) 1867 року, Біггаром (H. P. Biggar) 1924 року, Ж. Пуліо (J. Pouliot) 1934 року, Т. Бошеном (Th. Beauchesne) 1946 року.
Під час зимівлі в Стадаконі Картьє склав довідник з відомостями про релігію та звичаї лаврентійських ірокезів. Слово з мови лаврентійських ірокезів «канада» (село) стало назвою території, а згодом і держави Канада. Проте вже наступна французька експедиція де Шамплена не виявила жодних слідів ірокезької групи народностей, які розмовляють лаврентійською мовою, оскільки ті були повністю винищені в результаті війни з гуронами та південними ірокезами.
Водні маршрути регіону — річка Святого Лаврентія, Оттава, давали підстави вважати, що континент значно ширший, ніж вважалося раніше. Річка Оттава вела до «прісноводного моря».
1545 року французькою мовою анонімно було опубліковано щоденники другої експедиції. У Національній бібліотеці Франції зберігається три перероблені копії щоденника: експонати № 5589, 5644 та 5653 колекції Моро, але оригінал не зберігся. Імовірно, автором оригінальних щоденників другої експедиції є Жан Пуле (Jehan Poullet). Схожість стилів щоденників першої та другої експедиції призводить деяких дослідників до висновку, що обидва щоденники написано тією самою людиною. Біггар вважає, що хто б не був автором цих записів, щоденники є, по суті, літературним викладом бортового журналу, який вів сам Картьє.
1660 року були опубліковані щоденники третьої експедиції. Видані вони були не в повному обсязі англійською мовою. Основою публікації став документ, знайдений 1583 року в Парижі, але пізніше втрачений. Авторство цього документа встановити не вдалося.

## Вшанування «Французького колумба»
Лише через віки французьке та канадійське суспільство належно оцінили вклад Жака Картьє в хід історії людства та своїх країн, відтак ними було належно пошановано бретонця-мандрівника, французького Колумба:
- Жак-Картьє — острів, розташований на краю Великого Півічного півострова в провінції Ньюфаундленд і Лабрадор поруч містечка Кюрпон (Quirpon), як кажуть, був названий самим Жаком Картьє в часі одного зі своїх плавань через протоку Бель-Айл 1530 року;
- Жак-Картьє — річка, яка протікає через містечко Доннакон, що на березі річки Святого Лаврентія;
- Жак Картьє — парк у Гатіно, в Квебеку;
- Жак Картьє — міст зі сталевих ферми між Монреалем і Лонгьой, в Квебеку;
- Жак Картьє Провінційний парк — розташований в 5 км на схід від містечка Альбертон на Острові Принца Едварда;
- Державний парк Жака Картьє — у графстві Сент-Лоренс, штат Нью-Йорк;
- Площа Жака-Картьє — головна вулиця в Старому порту Монреаля;
- Картьє Павільйон — побудований 1955 року в Королівському військовому коледжі Сен-Жан;
- Жак Картьє — пам'ятник у Харрінгтон Харбор, Квебек;
- У провінції Квебек Будівля парламентської вежі, яка була побудована між 1877 і 1886 роками Еженом-Етьєном Таче, присвячена Картьє;
- Музей Жака Картьє — Помістя Лімолю що поруч Сен-Мало;
- Меморіальна дошка Жака Картьє в соборі Санкт-Maло;
- Картьє-Бребюф Національний історичний музей Квебеку.